# Los Jóvenes (Milicia)
Los Jóvenes o Juventud (en árabe: الشباب; Shabeb) o Les Jeunes en francés, fue una pequeña milicia y organización armada cristiana enlazada (pero separada) a las Fuerzas Libanesas, la cual luchó entre 1978 y 1986 durante la guerra civil libanesa. Eran llamados «Los Apaches» o «Los Indios» por su comportamiento excesivamente violento.

## Historia

### Creación
Durante la «guerra de los dos años», primera fase de la guerra civil libanesa entre abril de 1975 y diciembre de 1976, algunos miembros de las Fuerzas Reguladoras, ala armada del partido de derecha Falanges Libanesas, tenían un bajo nivel de autocontrol y disciplina. Este primer periodo estuvo marcado por combates intensos, secuestros, sitios contra campos de refugiados palestinos y pueblos cristianos, masacres y contra-masacres provenientes de todos los lados del conflicto. Mientras la guerra escalaba, el liderazgo cristiano comenzó a imponer un nivel más alto de disciplina, con algunos combatientes siendo expulsados por saqueos, asesinatos e insubordinación.
En 1978, Elie Hobeika, jefe del recién fundado Aparato de Seguridad e Inteligencia del partido (جهاز الأمن; Jihaz al-Aman), insistió en que estos hombres eran buenos combatientes y debían ser usados, aunque no eran considerados como miembros apropiados para el estricto ambiente militar sostenido por el partido falangista y otras organizaciones armadas cristianas. Ese mismo año, Hobeika formó una nueva unidad militar en el partido con los mencionados combatientes, llamada Fuerzas Especiales (القوة الخاصة; Quwwat al-Khasa), que serían usadas en «operaciones especiales» clandestinas bajo su propio mando y poca vigilancia. Separados de la estructura militar formal de las Fuerzas Libanesas —nombre conjunto de la coalición entre la Falange y otros partidos—, la nueva unidad usó diferentes nombres según los cambiantes roles de Hobeika.
Inicialmente, Los Jóvenes fueron enviados por Elie Hobeika al enclave fronterizo controlado por Israel en el sur del Líbano para recibir entrenamiento adicional de dos semanas por parte de las Fuerzas de Defensa de Israel (FDI), pero fueron expulsados unas semanas más tarde por los israelíes, quienes los acusaron de indisciplina (por ejemplo, no era anormal descubrirlos disparando a animales de granja por aburrimiento). Los israelíes cortaron todos los lazos oficiales con la milicia poco después de su regreso al este de Beirut, pero permanecieron en estrecho contacto con Hobeika.
A mediados de los años 80, el jefe falangista, Bashir Gemayel, logró unificar a todas las organizaciones armadas cristianas y derechistas, solidificando a las Fuerzas Libanesas, lo que influyó a su elección como presidente del Líbano en agosto de 1982. Gemayel fue asesinado en septiembre del mismo año, tras 21 días de presidencia, lo que causó la masacre de Sabra y Shatila —la cual contó con la participación de Elie Hobeika y Los Jóvenes— y acabó en la muerte de miles de civiles palestinos. La incertidumbre reinó en las FL por el asesinato de su líder, y finalmente acabó en el ascenso de Hobeika en 1985.
En 1985, en Damasco, se firmó el Acuerdo Tripartito con los principales bandos combatientes, el Movimiento Amal chií, las Fuerzas Libanesas cristianas y el PSP druso. Hobeika comenzó a acercarse a Siria rápidamente, lo que causó descontento general en las filas de la organización y acabó en su derrocamiento por Samir Geagea y las mismas FL en 1986. Los Jóvenes lucharon al lado de los miembros de las FL leales a Hobeika por el control del este de Beirut, no solo combatiendo con los miembros de las FL leales a Geagea, sino que también al Ejército Libanés y su Novena Brigada de Infantería en el sector de Hazmiyeh en la Línea Verde. Los hombres de Hobeika y Los Jóvenes fueron derrotados por completo, retirándose a Zahlé y fundando la facción disidente del Comando Ejecutivo de las Fuerzas Libanesas con apoyo sirio.

## Controversias
A pesar de tener alguna que otra experiencia en batalla, los combatientes de Los Jóvenes/Fuerzas Especiales eran despreciados por los demás miembros de las Fuerzas Libanesas, que despectivamente los apodaron Apaches o Indios por su insubordinación y violencia, exacerbada por el consumo de cocaína y otras drogas. El grupo también estuvo involucrado en varios crímenes y ejecuciones extrajudiciales en los años 80, principalmente en la Masacre de Sabra y Shatila con el apoyo del Ejército del Sur del Líbano y las FDI.

## Estructura y organización
Bajo el control estricto del servicio de inteligencia de las Fuerzas Libanesas, los Jóvenes no eran poco más que una pandilla callejera con miembros provenientes de familias económicamente perjudicadas, ambientes sociales problemáticos y bajos niveles de educación. El grupo ni siquiera tenía una estructura militar concreta. Basados en Beirut oriental, reclutaron a un estimado que va desde los cien hasta los quinientos hombres, organizados flojamente en grupos de alrededor de treinta hombres o más cada uno - el grupo principal, liderado por Maroun Machahalani, tenía su base en una escuela abandonada a unos cuantos metros del principal centro de operaciones y el Consejo Militar de las Falanges y las Fuerzas Libanesas en Karantina; el segundo grupo, liderado por Georges Melko, estaba basado en Achrafieh, no muy lejos del hospital Hôtel-Dieu de France; el tercer grupo, liderado por Michel Zouen, era cercano a la antigua estación de tren de Beirut.

## Comandantes
- Elie Hobeika
- Georges Melko
- Maroun Machahalani
- Michel Zouen